# Улица Живка Давидовића (Београд)
| Улица Живка Давидовића | Улица Живка Давидовића   |
| ---------------------- | ------------------------ |
|                        |                          |
| Општина                | Звездара                 |
| Почетак                | Цветкова пијаца          |
| Крај                   | Центар Малог Мокрог Луга |
| Дужина                 | 2500 m                   |
| Ширина                 | 15 m                     |
| Названа                | 1930.                    |
|                        |                          |
|                        |                          |

Улица Живка Давидовића се налази на територији општине Звездара. Почетак улице је код Цветкове пијаце; протеже се паралелно са Булеваром краља Александра (испод Булевара), прелази Устаничку улицу и завршава се код Првомајске улице у насељу Мали Мокри Луг. 

## Име улице
Улица је добила име по државном саветнику, пуковнику Живку Давидовићу (? - Београд, 1. мај 1904) који је у време владе кнеза Михаила био један од истакнутих уставобранитеља.
Био је начелник Тимочког округа и организовао је побуну против кнеза Михаила.
За време кнеза Александра Карађорђевића био је командант београдског гарнизона и кнежев ађутант. Био је и врло богат. Занимљиво да је споменик са његовог гроба однет и продат 1936. а сељани Вреоца су желели да пренесу његове кости у то његово родно село, чије је цркве био ктитор.

## Улицом Живка Давидовића
У улици се, у броју 64, налази Прихватилиште за децу Београда, установа социјалне заштите основана 1958. године. Рад Прихватилишта је у надлежности Секретаријата за социјалну заштиту Града Београда и посвећен је збрињавању деце од 7 до 18 година, међу којима су жртве насиља, злостављања и занемаривања, жртве трговине људима, деца без родитељског старања, деца у уличној ситуацији. Прихватилиште, које је више пута мењало локацију, на овој адреси се налази од 2015. године.
Недалеко од Прихватилишта налази се Пашина чесма, названа тако јер је на овом месту 1807. године убијен Сулејман-паша када је покушавао да побегне из града пред устаницима. Раније је носила назив Шарена чесма. Околина чесме је у 19. веку представљала место на ком су се окупљали Београђани. На овом месту народ је дочекивао и своје кнежеве на њиховом повратку из Цариграда.
Пашина чесма је након Првог светског рата обновљена као „спомен палим борцима за ослобођење и уједињење отаџбине у ратовима од 1912. до 1918. године из села Малог Мокрог Луга“. На чесми се могу прочитати два натписа: о погибији Сулејман-паше и спомену палим борцима.
У бизини Пашине чесме и при крају улице је тржни центар Авив Парк.

## Галерија
- Прихватилиште за децу Београда
- Пашина чесма
- Тржни центар Авив Парк је градила јеврејска фирма, па је и назван по фирми Авив Арлон.[5] Авив је први свети месец Јевреја (зове се и Нисан), а значи и пролеће, у смислу обнове (по томе се зове и град Тел Авив).